# (85633) 1998 KR65
(85633) 1998 KR65 est un objet transneptunien faisant partie des cubewanos.

## Caractéristiques
1998 KR65 mesure environ 140 km de diamètre.

## Orbite
L'orbite de 1998 KR65 possède un demi-grand axe de 43,638 ua et une période orbitale d'environ 288 ans. Son périhélie l'amène à 42,217 ua du Soleil et son aphélie l'en éloigne de 45,059 ua.

## Découverte
(85633) 1998 KR65 a été découvert le 29 mai 1998.